# Min Zhen

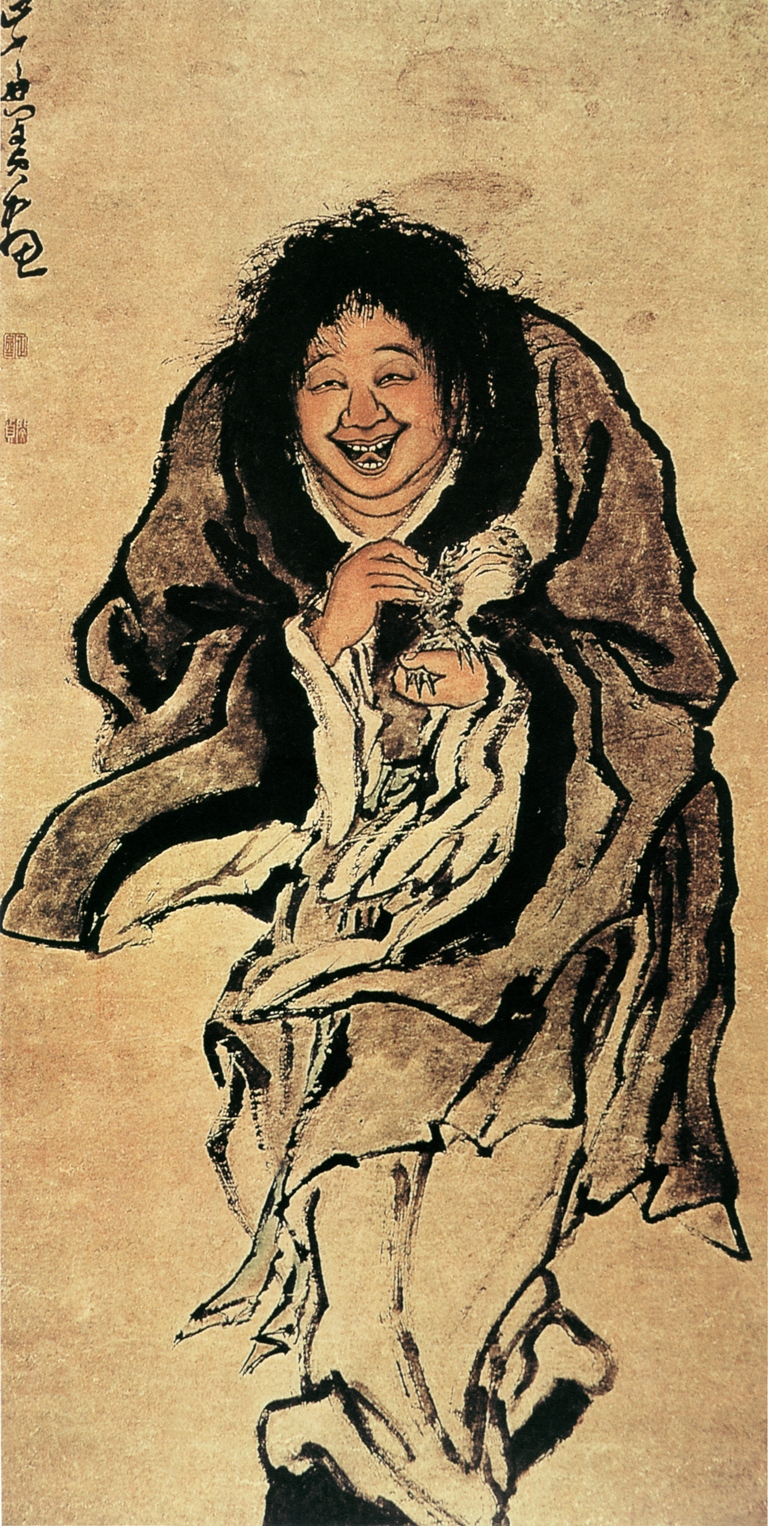
Assistent del gripauToa

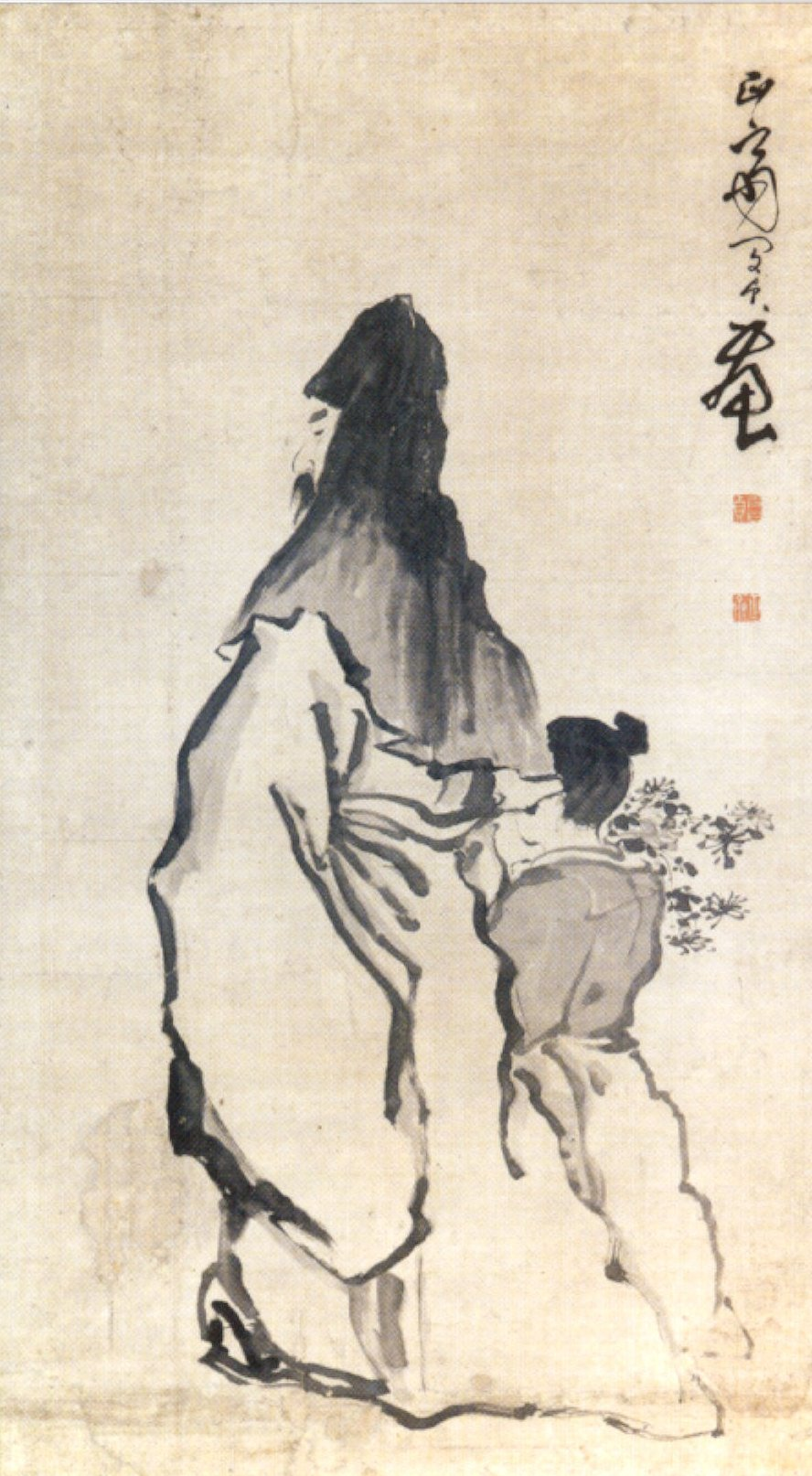
“Tao Yuanming”

Min Zhen (xinès simplificat:闵贞; xinès tradicional: 閔貞; pinyin: Mǐn Zhēn) fou un pintor xinès i artesà de segells per a tinta que va viure sota la dinastia Qing. Va néixer el 1730 a Nanchang, província de Jiangxi. Orfe ben aviat, es va dedicar professionalment a la pintura, venent les seves obres a Wuhan i Yangzhou. Va residir a Hubei. Min va destacar com a pintor de figures humanes i paisatges. De vegades pintava amb els dits. Notable pels seus tons clars i foscos. En diverses fonts se'l menciona com a membre dels Vuit Excèntrics de Yangzhou.